# カスパー・イルミン・アンデルセン
カスパー・ライアン・イルミン・アンデルセン(Kasper Ryan Irming Andersen、1986年3月12日 - )は、デンマーク・オーフス出身のハンドボール選手で、KIFHåndboldに所属。彼はデンマーク代表チームのためにいくつかの試合をした。
イルミンは、Skanderborg Håndbold、 Voel KFUM、 Ikast-Brande EH、Aarhus GF Håndboldに所属した。